# Hermann Heiberg

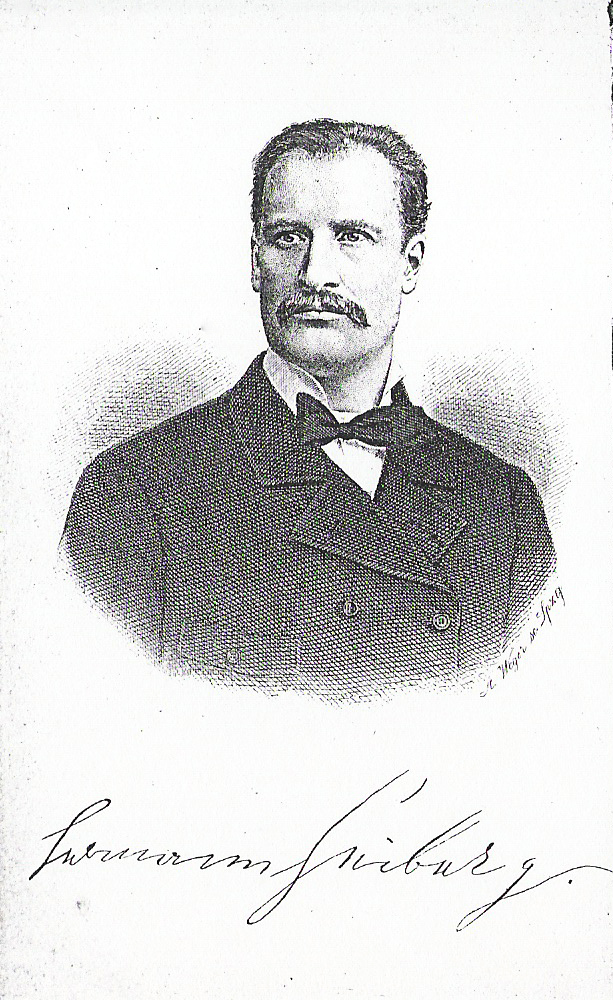
Hermann Heiberg.

Hermann Heiberg, född den 17 november 1840 i Schleswig, död där den 16 februari 1910, var en tysk författare.
Heiberg var 1859–1870 verksam som bokförläggare och bokhandlare, men ägnade sig från 1880 uteslutande åt skönlitterärt författarskap. Heibergs första arbeten (Plaudereien mit der Herzogin von Seeland, 1881, 3:e upplagan 1887; Acht Novellen 1882, 3:e upplagan 1897; Ausgetobt, 1885; 3:e upplagan 1890; Apotheker Heinrich, 1885; 5:e upplagan 1905, med flera) väckte uppmärksamhet genom sin aktualitet och kraftiga realism; hans massproduktion hindrade senare djupare konstnärlighet och förde honom till förströelseförfattarna.